# Isa Quensel
Anna-Lisa Schultz (født 21. september 1905, død 3. november 1981), bedre kendt som Isa Quensel, var en svensk operasangerinde og skuespiller.
Quensel var en af Sveriges førende operasangere, længe før hun blev en anerkendt skuespiller på scenen og i film. Hun var i mange år tilknyttet Kungliga Operan i Stockholm, hvor hun havde hovedrollen i forskellige operaer. Hun arbejdede også sammen med andre stjerner såsom Jussi Björling, Ingvar Wixell, Nicolai Gedda, Elisabeth Söderström og Birgit Nilsson.
På film nåede Isa Quensel at medvirke i omkring 60 produktioner og havde en række biroller, som eksempelvis var kvinder med en eller anden mystisk fortid. Mod slutningen af sit liv brugte Quensel en stor del af sin tid på at lave nyoversættelser og tekstrevisioner af kendte operaer.

## Privatliv
Isa Quensel var først gift med Helge Bäckström (1901–1966) fra 1927 til 1929. Fra 1930 til 1933 var hun gift med Torsten Quensel (1898-1971). Begge ægteskaber endte i skilsmisser. I 1940 blev Isa Quensel gift med skuespilleren Lars Egge og fik to børn, datteren Lotta og sønnen Peter. De var gift indtil Egges død i 1965. Senere i livet var Isa Quensel i et forhold med kunstneren Ulf Thurin (1919-1988), begyndende i 1971.
I efteråret 1981 var det planen, at Isa Quensel og kollegaen Lars Humble skulle medvirke i den svenske udgave af Kvit eller dobbelt. Programmet blev produceret af Sveriges Television, men Quensel blev alvorligt syg og døde før udsendelsen kunne finde sted. Hun blev 76 år gammel.
Isa Quensel ligger begravet på Stora Tuna Kyrkogård i Borlänge.

## Udvalgt filmografi
- Dollarmillionen (1926)
- Muntra musikanter (1932)
- Pettersson & Bendel (1933)
- Pjusk - det er mig! (1936)
- Svigermor - nej tak (1936)
- En pige med krummer i (1936)
- En pige kommer til byen (1937)
- Farbror fra Amerika (1937)
- Efterlyst (1939)
- Filmen om Marianne (1953)
- Glasbjerget (1953)
- Gøngehøvdingen (1953)
- Skyer over Hellesta (1956)
- Gårdene omkring søen (1957)
- Kvinden i mørket (1958)
- Køresvenden (1958)
- Laila (1958)
- Skal vi elske? (1961)
- Two Living, One Dead (1961)
- At elske (1964)
- Bryllupsnatten (1964)
- Elskende par (1964)
- Kvindedyr (1965)
- Emil fra Lønneberg (1971, kun stemme)[11]
- Agaton Sax (animeret tv-serie, 1972-1976)
- Nye løjer med Emil fra Lønneberg (1972, kun stemme)
- Emil og grisebassen (1973, kun stemme)
- Agaton Sax och Byköpings gästabud (animationsfilm, 1976)
- Lära för livet (tv-serie, 1977)